# Paramesotriton maolanensis
Paramesotriton maolanensis é uma espécie de anfíbio gimnofiono da família Salamandridae. Está presente na China. A UICN classificou-a como quase ameaçada.